# دوغلاس كينيدي (سياسي)
دوغلاس كينيدي (بالإنجليزية: Douglas Kennedy)‏ (و. 1916 – 2003 م) هو سياسي، من كندا، توفي في ميسيساغا، عن عمر يناهز 87 عاماً.

## مناصب
تولى منصب عضو برلمان مقاطعة أونتاريو.